# 佐々木志津磨
佐々木 志津磨（ささき しづま、1619年（元和5年）? - 1695年3月3日（元禄8年1月19日））は、江戸時代の志津磨流の書家。志頭磨とも。通称、七兵衛、七右衛門。号は松竹堂、静庵、専念翁など。加賀国出身（京都出身説あり）。
生年は1619年説と1623年説があり、同名の書家が複数いたようで、経歴ははっきりとしない。上洛すると大師流の書家として著名だった藤木敦直の門人となり、後に清国から伝来した「内閣秘伝字府」を学び唐様の書に一派を興し派祖となった。